# Asterorhombus
Asterorhombus es un género de lenguados chuecos de la familia Bothidae, del orden Pleuronectiformes. Esta especie marina fue descubierta por Shigeho Tanaka en 1915.

## Especies
Especies reconocidas del género:
- Asterorhombus cocosensis (Bleeker, 1855)
- Asterorhombus filifer Hensley & J. E. Randall, 2003
- Asterorhombus intermedius (Bleeker, 1865)

### Lectura recomendada
- Eschmeyer, William N., ed. 1998. Catalog of Fishes. Special Publication of the Center for Biodiversity Research and Information, no. 1, vol 1-3. 2905.